# Feistritztal
Feistritztal osztrák község Stájerország Hartberg-fürstenfeldi járásában. 2017 januárjában 2464 lakosa volt.

## Elhelyezkedése

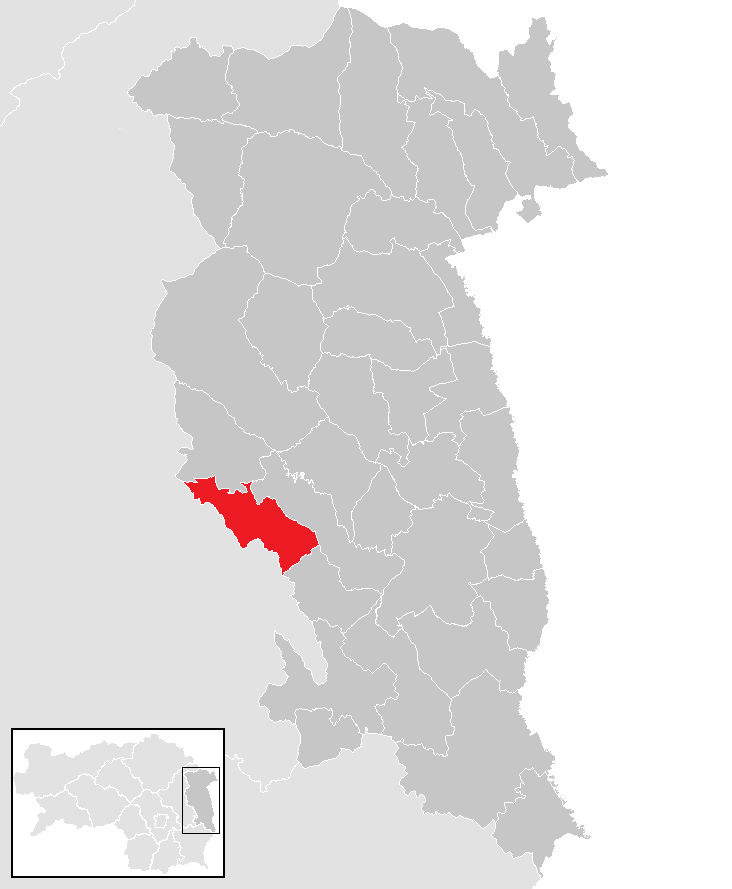
Feistritztal a Hartberg-fürstenfeldi járásban

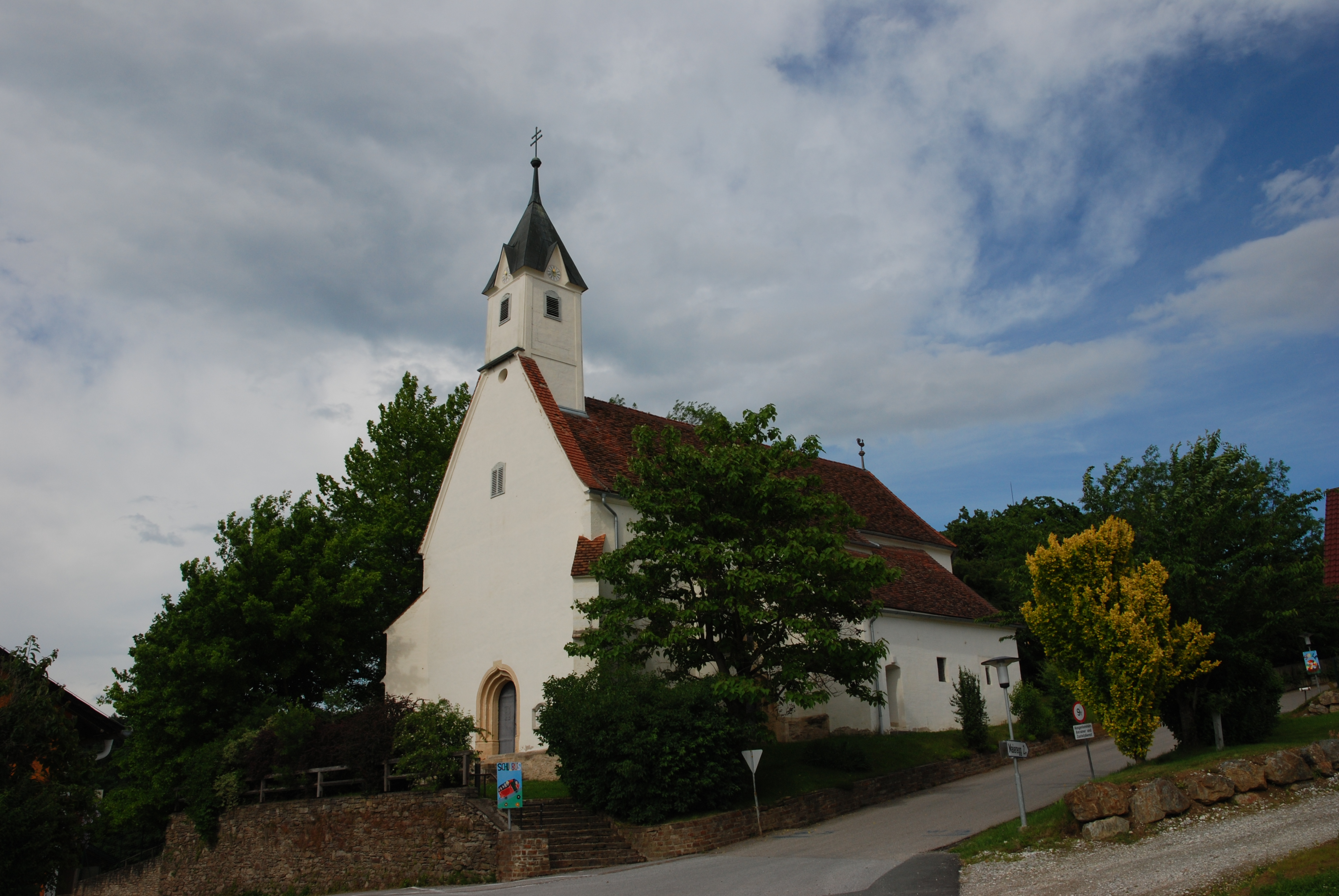
A Szt. Rókus és Sebestyén-templom

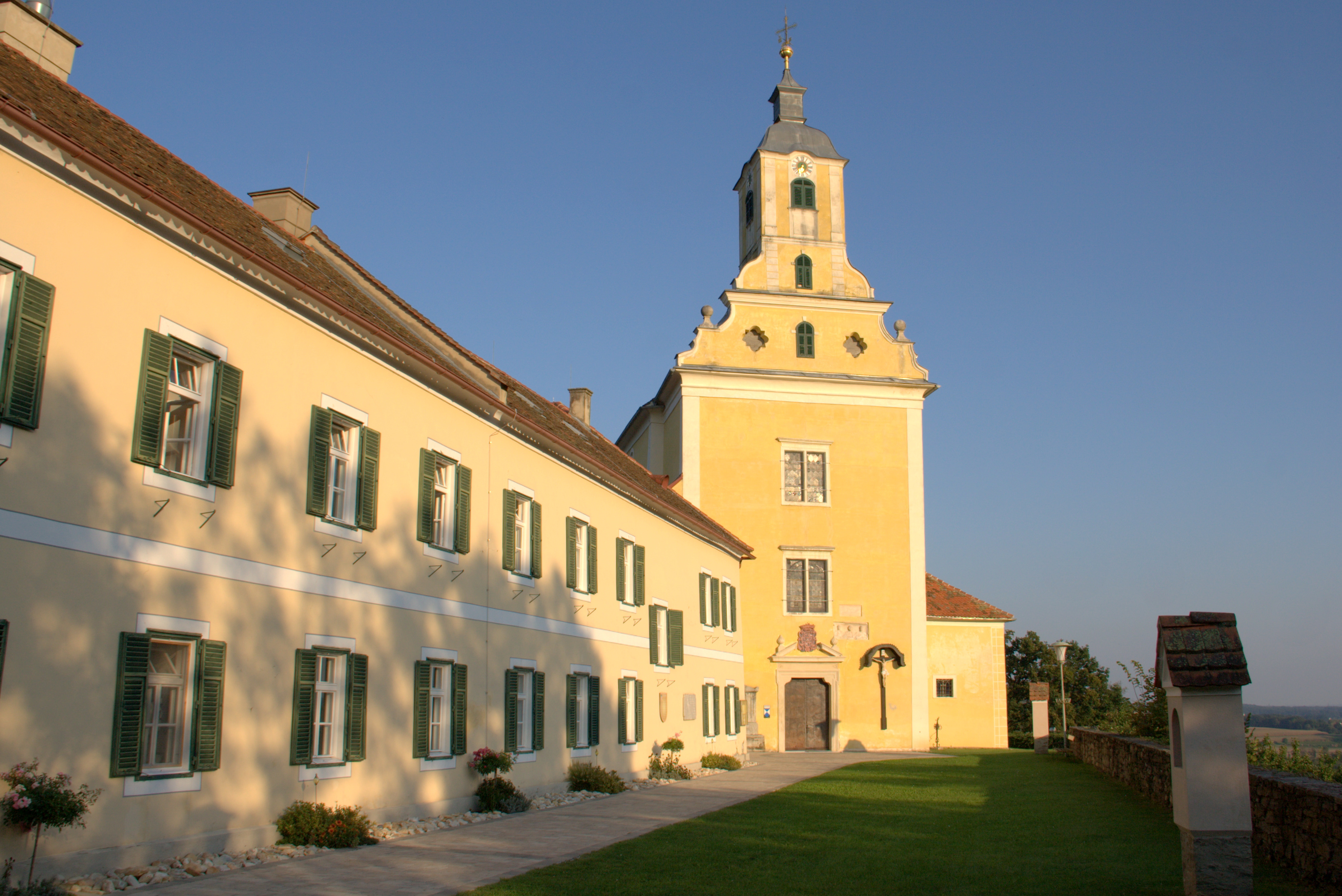
Skt. Johann Keresztelő Szt. János-temploma és a volt apácazárda

Feistritztal a Kelet-stájerországi dombságon fekszik, a Feistritz folyó mentén, kb. 15 km-re délnyugatra a járási székhely Hartbergtől és 30 km-re északkeletre Graztól. Az önkormányzat 7 települést egyesít: Blaindorf (288 lakos), Hirnsdorf (683), Hofing (129), Illensdorf (240), Kaibing (388), Sankt Johann bei Herberstein (408), Siegersdorf bei Herberstein (296). Feistritztal nevű település nincs, a polgármesteri hivatal Hirnsdorfban található.   
A környező önkormányzatok: északra Stubenberg, keletre Hartl, délkeletre Großsteinbach, délnyugatra Gersdorf an der Feistritz, nyugatra Pischelsdorf am Kulm.

## Története
Az önkormányzat 2015-ös stájerországi közigazgatási reform során jött létre a Hartberg-fürstenfeldi járáshoz tartozó Blaindorf, Kaibing, Sankt Johann bei Herberstein és Siegersdorf bei Herberstein, valamint a Weizi járási Hirnsdorf egyesítésével. A járási határokat is ennek megfelelően módosították. 
Hirnsdorf területén az ember legrégebbi nyomai az újkőkorig nyílnak vissza. Az ókorból egy római majorságot, villa rusticát tártak fel részlegesen a régészek, amely az i. sz. 2–4. század között állt fenn.  
A falut Hermann von Gutenberg lovag alapította a 12. század végén, a település az ő nevét viseli (korábban Hirzmannsdorf vagy Hermansdorf néven volt ismert). Első említése 1383-ból származik. A legkorábbi felmérések szerint akkor 14 jobbágytelekből (Hube) állt. A középkorban a falu urai a Stubegg, majd Herberstein nemesi családok voltak. A feudális birtokrendszer az 1848-as bécsi forradalommal ért véget, ezután 1850-ben alakult meg a községi tanács.

## Lakosság
A feistritztali önkormányzat területén 2017 januárjában 2464 fő élt. A lakosságszám 1961 óta (akkor 1970 fő) gyarapodó tendenciát mutat. 2015-ben a helybeliek 97,2%-a volt osztrák állampolgár; a külföldiek közül 1,2% a régi (2004 előtti), 1,4% az új EU-tagállamokból érkezett. 2001-ben Hirnsdorfban a lakosok 97%-a római katolikusnak, 0,5% evangélikusnak, 2,2% pedig felekezet nélkülinek vallotta magát. 

## Látnivalók
- a blaindorfi Szt. Rókus és Sebestyén-templom a 16. század elején épült gótikus stílusban
- Skt. Johann bei Herberstein Keresztelő Szt. János-plébániatemploma 1655-ben épült. Mellette található az 1652-ben emelt volt apácazárda, amely ma plébániaként funkcionál
- Kaibing Fieberbründli Szűz Mária-temploma
- Hirnsdorf kápolnája
- Sankt Johann kálváriadombján a kápolnák 1660-ban, ill. 1753-ban épültek

## Fordítás
- Ez a szócikk részben vagy egészben  a   Feistritztal című német Wikipédia-szócikk ezen változatának fordításán alapul.  Az eredeti cikk szerkesztőit annak laptörténete sorolja fel. Ez a jelzés csupán a megfogalmazás eredetét és a szerzői jogokat jelzi, nem szolgál a cikkben szereplő információk forrásmegjelöléseként.